# Bundesregierung (Deutschland)
Die Bundesregierung (BReg), auch Bundeskabinett genannt, ist ein Verfassungsorgan der Bundesrepublik Deutschland und übt die Exekutivgewalt auf Bundesebene aus. Sie besteht gemäß Art. 62 des Grundgesetzes für die Bundesrepublik Deutschland (GG) aus dem Bundeskanzler und den Bundesministern.
Der Bundeskanzler wird auf Vorschlag des Bundespräsidenten vom Deutschen Bundestag gewählt, vom Bundespräsidenten ernannt und vom Präsidenten des Deutschen Bundestages vereidigt. Der Bundeskanzler schlägt danach dem Bundespräsidenten die Bundesminister vor. Diese werden ebenfalls vom Bundespräsidenten ernannt und vom Bundestagspräsidenten vereidigt.
Sitz des Verfassungsorgans Bundesregierung ist die Bundeshauptstadt Berlin (§ 3 Abs. 1 Berlin/Bonn-Gesetz). Die Regierung hat Einfluss auf die Legislative, weil sie Gesetzesentwürfe in den Deutschen Bundestag einbringen und zu Gesetzesentwürfen des Bundesrates Stellung nehmen kann.

## Regelungen
Verfassungsrechtlich ist die Rolle der Bundesregierung in Teil VI in den Art. 62 bis 69 des Grundgesetzes (GG) geregelt, wodurch sie zu den Verfassungsorganen zählt. Art. 76 GG erlaubt es der Bundesregierung, Gesetzesvorlagen in den Bundestag einzubringen. Art. 64 Abs. 2 GG schreibt vor, dass die Mitglieder der Bundesregierung bei der Amtsübernahme den Amtseid (gemäß Art. 56 GG) leisten. Ihre Arbeitsweise wird in der Geschäftsordnung der Bundesregierung (GOBReg) und in der Gemeinsamen Geschäftsordnung der Bundesministerien (GGO) geregelt.
Das Bundeskabinett muss unter anderem über jeden Gesetz- und Verordnungsentwurf der Bundesregierung, die Ernennung von hohen Beamten und Soldaten sowie weitere Angelegenheiten „von besonderer politischer“ oder „erheblicher finanzieller“ Bedeutung entscheiden, wobei vorab eine Beratung zwischen den beteiligten Bundesministerien stattfindet. Nur strittige Punkte werden dann noch im Bundeskabinett selbst debattiert. Das Bundeskabinett ist beschlussfähig, wenn mehr als die Hälfte ihrer Mitglieder anwesend sind und trifft seine Entscheidungen mit Mehrheitsbeschluss, die anschließend aber geschlossen nach außen vertreten werden (Kollegialprinzip). Beschließt die Bundesregierung in einer Frage von finanzieller Bedeutung gegen oder ohne die Stimme des Bundesministers der Finanzen, so kann dieser gegen den Beschluss ausdrücklich Widerspruch erheben. Entsprechendes gilt, wenn der Bundesminister der Justiz oder der Bundesminister des Innern gegen einen Gesetz- oder Verordnungsentwurf oder eine Maßnahme der Bundesregierung wegen ihrer Unvereinbarkeit mit geltendem Recht Widerspruch erhebt.
Der Bundeskanzler hat innerhalb der Bundesregierung die Richtlinienkompetenz (Kanzlerprinzip): Er bestimmt die Grundzüge der Politik und ist dafür verantwortlich. Die Bundesminister leiten ihre jeweiligen Aufgabenbereiche im Rahmen der (für sie verbindlichen) Richtlinien des Kanzlers eigenständig (Ressortprinzip), wobei sie ihm regelmäßig berichten müssen. Den Umfang ihrer Aufgabenbereiche bestimmt ebenfalls der Bundeskanzler. Sind zwei Bundesminister sich in einem Punkt uneinig, so entscheidet entweder der Bundeskanzler oder die Bundesregierung. Im politischen Alltag macht der Bundeskanzler aber üblicherweise nicht offiziell von seiner Richtlinienkompetenz Gebrauch, sondern stimmt seine Politik mit den Bundesministern ab. Da diese in der Regel auch aus verschiedenen Parteien bestehen (Koalition), ist dies auch politisch erforderlich, da sonst ein „Koalitionsbruch“ droht. Heutzutage werden die meisten Grundzüge der Regierungspolitik bereits zu Beginn der Legislaturperiode in einem Koalitionsvertrag festgehalten und bei Bedarf im Koalitionsausschuss erörtert, wobei es sich hier nur um informelle Übereinkünfte handelt.
Laut Bundesministergesetz hat ein ausgeschiedenes Mitglied der Bundesregierung Anspruch auf ein Ruhegehalt, „wenn es der Bundesregierung mindestens vier Jahre angehört hat; eine Zeit im Amt des Parlamentarischen Staatssekretärs bei einem Mitglied der Bundesregierung wird berücksichtigt“, ebenso wie eine „vorausgegangene Mitgliedschaft in einer Landesregierung, die zu keinem Anspruch auf Versorgung nach Landesrecht geführt haben“.
Beamtete Staatssekretäre und Parlamentarische Staatssekretäre bzw. Staatsminister sowie Bundesbeauftragte unterstützen die Bundesregierung bei ihren Aufgaben und können an Kabinettssitzungen teilnehmen. Gleiches gilt für den Chef des Bundespräsidialamtes, den Chef des Presse- und Informationsamtes der Bundesregierung, den persönlichen Referenten des Bundeskanzlers und die Schriftführer.
Das Bundeskabinett tagt in der Regel jeden Mittwoch um 9:30 Uhr im Bundeskanzleramt. Das amtliche Bekanntmachungsmedium ist das Gemeinsame Ministerialblatt (GMBl). Die administrativen Geschäfte der Bundesregierung leitet der Bundeskanzler, der diese an den Chef des Bundeskanzleramtes delegiert.

## Zusammensetzung
Das Bundeskabinett hat am 6. Mai 2025 die Reihenfolge der Regierungsmitglieder beschlossen; daraus ergibt sich die folgende Reihenfolge der einzelnen Bundesministerien:
| Nr. | Logo                                                                           | Ressort/Amt                                                                            | Amtsinhaber/in       | Amtsinhaber/in       | Partei | Partei |
| --- | ------------------------------------------------------------------------------ | -------------------------------------------------------------------------------------- | -------------------- | -------------------- | ------ | ------ |
| –   | Bundeskanzler (Deutschland)                                                    | Bundeskanzler                                                                          | Friedrich Merz       | Friedrich Merz       |        | CDU    |
| 1   | Bundesministerium der Finanzen                                                 | Stellvertreter des Bundeskanzlers Bundesministerium der Finanzen (BMF)                 | Lars Klingbeil       | Lars Klingbeil       |        | SPD    |
| 2   | Bundesministerium des Innern                                                   | Bundesministerium des Innern (BMI)                                                     | Alexander Dobrindt   | Alexander Dobrindt   |        | CSU    |
| 3   | Auswärtiges Amt                                                                | Auswärtiges Amt (AA)                                                                   | Johann Wadephul      | Johann Wadephul      |        | CDU    |
| 4   | Bundesministerium der Verteidigung                                             | Bundesministerium der Verteidigung (BMVg)                                              | Boris Pistorius      | Boris Pistorius      |        | SPD    |
| 5   | Bundesministerium für Wirtschaft und Energie                                   | Bundesministerium für Wirtschaft und Energie (BMWE)                                    | Katherina Reiche     | Katherina Reiche     |        | CDU    |
| 6   | Bundesministerium für Forschung, Technologie und Raumfahrt                     | Bundesministerium für Forschung, Technologie und Raumfahrt (BMFTR)                     | Dorothee Bär         | Dorothee Bär         |        | CSU    |
| 7   |                                                                                | Bundesministerium der Justiz und für Verbraucherschutz (BMJV)                          | Stefanie Hubig       | Stefanie Hubig       |        | SPD    |
| 8   |                                                                                | Bundesministerium für Bildung, Familie, Senioren, Frauen und Jugend (BMBFSFJ)          | Karin Prien          | Karin Prien          |        | CDU    |
| 9   | Bundesministerium für Arbeit und Soziales                                      | Bundesministerium für Arbeit und Soziales (BMAS)                                       | Bärbel Bas           | Bärbel Bas           |        | SPD    |
| 10  |                                                                                | Bundesministerium für Digitales und Staatsmodernisierung (BMDS)                        | Karsten Wildberger   | Karsten Wildberger   |        | CDU    |
| 11  | Bundesministerium für Verkehr                                                  | Bundesministerium für Verkehr (BMV)                                                    | Patrick Schnieder    | Patrick Schnieder    |        | CDU    |
| 12  | Bundesministerium für Umwelt, Klimaschutz, Naturschutz und nukleare Sicherheit | Bundesministerium für Umwelt, Klimaschutz, Naturschutz und nukleare Sicherheit (BMUKN) | Carsten Schneider    | Carsten Schneider    |        | SPD    |
| 13  | Bundesministerium für Gesundheit                                               | Bundesministerium für Gesundheit (BMG)                                                 | Nina Warken          | Nina Warken          |        | CDU    |
| 14  | Bundesministerium für Landwirtschaft, Ernährung und Heimat                     | Bundesministerium für Landwirtschaft, Ernährung und Heimat (BMELH)                     | Alois Reiner         | Alois Rainer         |        | CSU    |
| 15  | Bundesministerium für wirtschaftliche Zusammenarbeit und Entwicklung           | Bundesministerium für wirtschaftliche Zusammenarbeit und Entwicklung (BMZ)             | Reem Alabali Radovan | Reem Alabali Radovan |        | SPD    |
| 16  | Bundesministerium für Wohnen, Stadtentwicklung und Bauwesen                    | Bundesministerium für Wohnen, Stadtentwicklung und Bauwesen (BMWSB)                    | Verena Hubertz       | Verena Hubertz       |        | SPD    |
| –   | Bundesminister für besondere Aufgaben                                          | Bundesminister für besondere Aufgaben Chef des Bundeskanzleramtes                      | Thorsten Frei        | Thorsten Frei        |        | CDU    |

## Vertretungsreihenfolge in der Bundesregierung
Die Vertretungsreihenfolge bei Sitzungen der Bundesregierung regelt § 22 der Geschäftsordnung der Bundesregierung.
Bei Abwesenheit des Bundeskanzlers übernimmt der Stellvertreter des Bundeskanzlers den Vorsitz in der Bundesregierung. Ist auch dieser verhindert, so übernimmt derjenige Bundesminister den Vorsitz, der am längsten ununterbrochen der Bundesregierung angehört. Gibt es mehrere Bundesminister, die zur gleichen Zeit Bundesminister geworden sind, so übernimmt der an Lebensjahren älteste den Vorsitz. Diese Regelungen gelten nicht, wenn der Bundeskanzler eine gesonderte Reihenfolge bestimmt.
Daraus ergibt sich derzeit (Mai 2025) folgende Vertretungsreihenfolge:
| Nr. | Name (Partei)              | Beginn der Amtszeit | Geburtsdatum      | Ministerium                                              |
| --- | -------------------------- | ------------------- | ----------------- | -------------------------------------------------------- |
| –   | Friedrich Merz (CDU)       | 6. Mai 2025         | 11. November 1955 | Bundeskanzler                                            |
| 1   | Lars Klingbeil (SPD)       | 6. Mai 2025         | 23. Februar 1978  | Stellvertreter des Bundeskanzlers, Finanzen              |
| 2   | Boris Pistorius (SPD)      | 19. Januar 2023     | 14. März 1960     | Verteidigung                                             |
| 3   | Johann Wadephul (CDU)      | 6. Mai 2025         | 10. Februar 1963  | Auswärtiges                                              |
| 4   | Alois Rainer (CSU)         | 6. Mai 2025         | 7. Januar 1965    | Landwirtschaft, Ernährung und Heimat                     |
| 5   | Karin Prien (CDU)          | 6. Mai 2025         | 26. Juni 1965     | Bildung, Familie, Senioren, Frauen und Jugend            |
| 6   | Patrick Schnieder (CDU)    | 6. Mai 2025         | 1. Mai 1968       | Verkehr                                                  |
| 7   | Bärbel Bas (SPD)           | 6. Mai 2025         | 3. Mai 1968       | Arbeit und Soziales                                      |
| 8   | Stefanie Hubig (SPD)       | 6. Mai 2025         | 15. Dezember 1968 | Justiz und Verbraucherschutz                             |
| 9   | Karsten Wildberger (CDU)   | 6. Mai 2025         | 5. September 1969 | Digitalisierung und Staatsmodernisierung                 |
| 10  | Alexander Dobrindt (CSU)   | 6. Mai 2025         | 7. Juni 1970      | Inneres                                                  |
| 11  | Katherina Reiche (CDU)     | 6. Mai 2025         | 16. Juli 1973     | Wirtschaft und Energie                                   |
| 12  | Thorsten Frei (CDU)        | 6. Mai 2025         | 8. August 1973    | Besondere Aufgaben (Chef des Bundeskanzleramtes)         |
| 13  | Carsten Schneider (SPD)    | 6. Mai 2025         | 23. Januar 1976   | Umwelt, Klimaschutz, Naturschutz und nukleare Sicherheit |
| 14  | Dorothee Bär (CSU)         | 6. Mai 2025         | 19. April 1978    | Forschung, Technologie und Raumfahrt                     |
| 15  | Nina Warken (CDU)          | 6. Mai 2025         | 15. Mai 1979      | Gesundheit                                               |
| 16  | Verena Hubertz (SPD)       | 6. Mai 2025         | 26. November 1987 | Wohnen, Stadtentwicklung und Bauwesen                    |
| 17  | Reem Alabali Radovan (SPD) | 6. Mai 2025         | 1. Mai 1990       | Wirtschaftliche Zusammenarbeit und Entwicklung           |

## Dauer der Regierungsbildung in Deutschland
Im Durchschnitt wurde der Kanzler zwischen 1949 und 1976 nach 43 Tagen gewählt. Bei der Bundestagswahl 1976 war unabhängig von der Dauer von Koalitionsverhandlungen aufgrund der bis zu diesem Jahr gültigen Regelung im Grundgesetz über die Dauer der Wahlperiode eine Regierungsbildung erst über zwei Monate nach der Wahl möglich, seitdem ist sie immer spätestens 30 Tage nach der Wahl möglich. Seit 1980 wurde der Kanzler im Durchschnitt nach 54 Tagen gewählt.
Diese Zeitleiste stellt die Dauer zwischen der Bundestagswahl und der Vereidigung des Kabinetts in Tagen dar. Wird die Vereidigung des Bundeskabinetts nicht explizit aufgeführt, fand sie am selben Tag wie die Wahl des Kanzlers statt; dies war bei den Wahlen seit 1998 der Fall. 
Diese Zeitleiste stellt die Dauer zwischen der Bundestagswahl und der Vereidigung des Kabinetts in Tagen dar. 

## Trivia

### Tag der offenen Tür

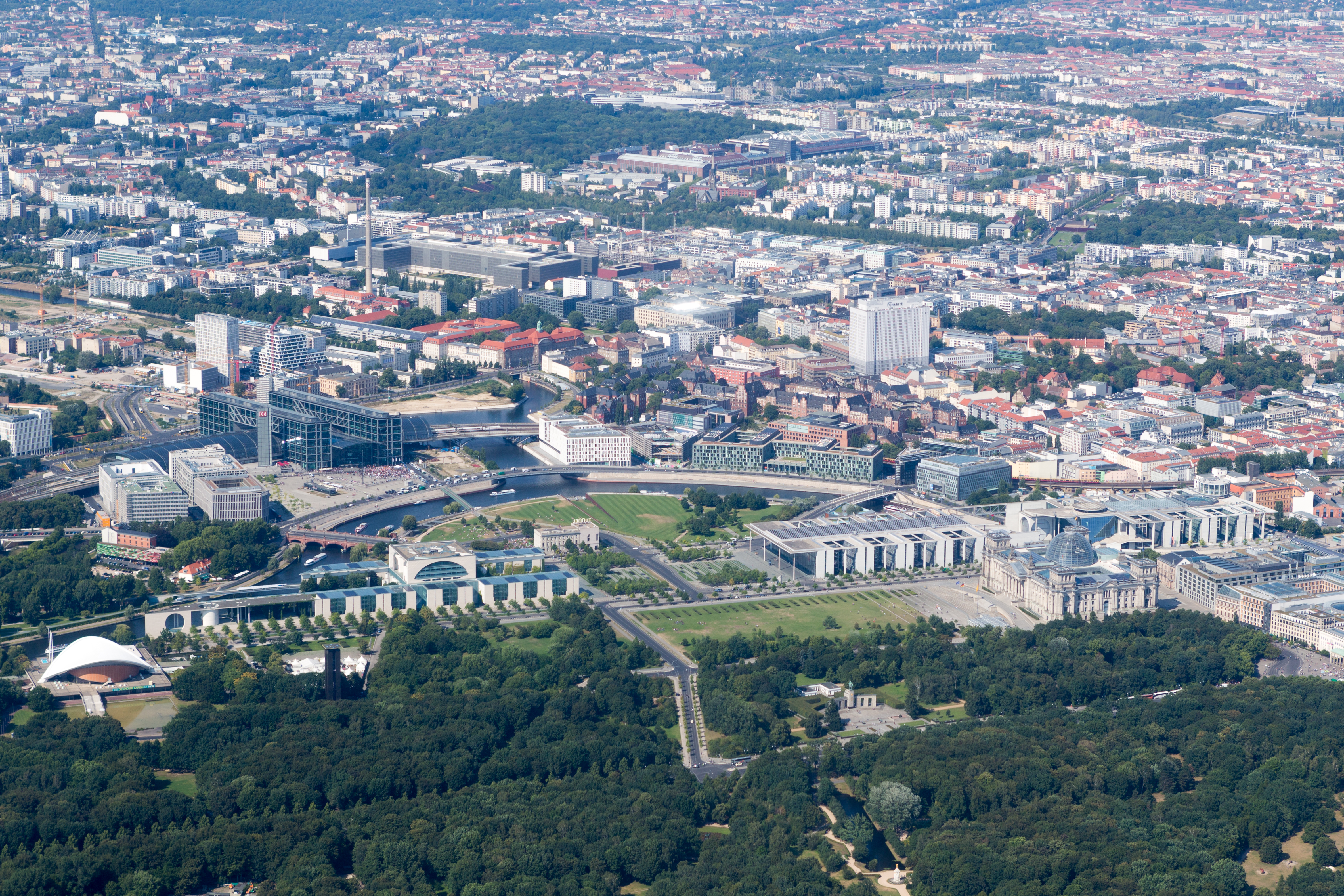
Luftblick auf das Regierungsviertel, 2016

Seit 1999 findet jeden Sommer ein Tag der offenen Tür der Bundesregierung statt. An diesem Tag können das Bundeskanzleramt, Bundespresseamt und 14 Ministerien besichtigt werden. Ein Blick in Büros von Referenten und Ministern soll einen Eindruck vom Arbeitsalltag der Politiker vermitteln.

### Gästehaus der Bundesregierung
Seit 2007 ist Schloss Meseberg das Gästehaus der Bundesregierung. Hier finden traditionellerweise die Kabinettsklausuren statt, ferner bietet es oft den Rahmen für informelle Gespräche. Zuvor wurde ab 1990 das weiterhin in Bundesbesitz befindliche Gästehaus auf dem Petersberg in Königswinter bei Bonn in ähnlichem Rahmen durch die Verfassungsorgane der Bundesrepublik Deutschland genutzt, nach dem Regierungsumzug von 1999 in reduziertem Umfang.

### Anteil der Volljuristen
Die bevorzugte Einstellung von Personen mit Befähigung zum Richteramt (Volljuristen) in die Laufbahn des höheren nichttechnischen Verwaltungsdienstes (sogenanntes Juristenprivileg) findet sich auch in der Bundesregierung wieder. Der Anteil der Volljuristen betrug immer mindestens 25 Prozent, mit Ausnahme des Zeitraums 1998 bis 2002 (Kabinett Schröder I).